# Río Quindío
Río Quindío är ett vattendrag i Colombia.   Det ligger i departementet Quindío, i den centrala delen av landet, 190 km väster om huvudstaden Bogotá.